# Paul Mallez
Pour les articles homonymes, voir Mallez.
Pas d'image ? Cliquez ici

a Compétitions nationales et continentales officielles uniquement.

b Matchs officiels uniquement.
Dernière mise à jour le 19 juillet 2025.
Paul Mallez, né le 24 janvier 2001 à Chalon-sur-Saône (France), est un joueur international français de rugby à XV qui joue au poste de pilier droit avec Provence Rugby, en prêt du Stade toulousain, son club formateur.

## Biographie

### Jeunesse et formation
Paul Mallez naît à Chalon-sur-Saône dans le département français de la Saône-et-Loire. Il commence la pratique du rugby à XV à l'âge de 8 ans au RC Pont-à-Mousson, en Lorraine,,. Il passe l'année 2015-2016 en tutorat avec le Rugby Club Metz Moselle. Il intègre ensuite le pôle espoirs de Dijon en 2016, jouant également en Alamercery et en Crabos avec le ABCD XV, avant rejoindre le centre de formation du Stade toulousain à l'été 2019,, avec qui il est champion de France espoirs deux ans plus tard, en 2021,. Il est titulaire lors de cette finale remportée 29 à 22 face à l'USA Perpignan,.

### Carrière en club

#### Débuts professionnels au Stade toulousain (2021-2023)
Paul Mallez figure pour la première fois sur une feuille de match professionnelle avec le Stade toulousain le 27 février 2021, à l'occasion d'un match de Top 14 contre le Stade rochelais, sans toutefois entrer en jeu. Il fait finalement ses débuts professionnels le 15 mai 2021, en fin de saison 2020-2021, entrant en jeu lors de la vingt-quatrième journée de Top 14 contre l'Aviron bayonnais.
Lors de la saison 2021-2022, Paul Mallez gagne un peu de temps de jeu, et participe à sept rencontres en entrant en jeu à chaque fois. Après le départ au Lyon OU de Paulo Tafili, le Stade toulousain ne lui cherche pas de remplaçant et compte sur Paul Mallez qui est en progression.
Au commencement de la saison 2022-2023, il est troisième dans la hiérarchie des piliers droits du club derrière Dorian Aldegheri et Charlie Faumuina et doit intégrer la rotation à ce poste,. Cette saison, il joue neuf matchs de championnat dont deux en tant que titulaire. En Top 14, les Toulousains terminent à la première place de la saison régulière, se qualifiant donc en demi-finale où ils battent largement le Racing 92 sur le score de 41 à 14 et retrouvent donc le Stade rochelais en finale, comme en 2021,. En finale, dans un match très serré, Toulouse s'impose en fin de match et l'emporte 29 à 26,,. Bien que Paul Mallez ne participe pas aux phases finales, il est tout de même sacré champion de France pour la deuxième fois de sa carrière.

#### Prêt à Provence (2023-2025)
À l'issue de la saison 2022-2023, Paul Mallez prolonge dans un premier temps son contrat avec le Stade toulousain jusqu'en 2026, puis rejoint Provence Rugby en prêt pour la saison 2023-2024 dans le but de gagner du temps de jeu et de l'expérience afin de s'imposer dans son club formateur,. Dès la première journée de Pro D2, il fait sa première apparition avec sa nouvelle équipe. Puis, la semaine suivante, il est titularisé pour la première fois de la saison à l'occasion d'une large victoire 44 à 9 face au SU Agen. Après quatorze matchs joués avec Provence Rugby, malgré la concurrence de Quentin Samaran et l'international gallois Tomas Francis, il fait brièvement son retour dans son club formateur durant le Tournoi des Six Nations 2024 pour pallier les nombreuses absences au poste de pilier,,. Avec la blessure de David Ainu'u et le départ de Cyril Baille pour l'équipe de France, il est rappelé pour jouer au poste de pilier gauche et suppléer Rodrigue Neti. En fin de saison, Toulouse remporte la finale du Top 14, battant l'Union Bordeaux Bègles sur le score de 59 à 3. Bien qu'il ne participe pas à cette rencontre, Paul Mallez remporte son troisième titre de champion de France.
Après un premier prêt convaincant, Paul Mallez prolonge d'un an son prêt avec Provence Rugby pour la saison 2024-2025.

### Carrière internationale
Paul Mallez est international français avec les moins de 18 ans, avec qui il est sélectionné pour participer au Festival des Six Nations en 2019. Il est remplaçant lors de la victoire 40 à 32 face à l'Italie, puis est titulaire quelques jours plus tard contre l'Angleterre. Finalement, les Français remporte ce tournoi,.
Quelques mois après son titre avec les moins de 18 ans, Paul Mallez fait partie d'un groupe élargi pour préparer le Championnat du monde des moins de 20 ans 2019, avant d'être retenu dans la sélection finale quelques semaines avant le début de la compétition,. Il participe aux cinq matchs des Bleuets dans ce Championnat du monde, dont deux fois en tant que titulaire. Il entre en jeu lors de la demi-finale puis en finale face à l'Australie. Les Français battent l'Australie en finale et sont champions du monde, Paul Mallez remporte alors son deuxième titre international chez les jeunes.
Il participe ensuite au Tournoi des Six Nations des moins de 20 ans en 2020 et 2021. Il joue trois matchs en 2020 avant que cette édition ne prenne fin prématurément à cause de la pandémie de Covid-19. L'année suivante, il joue quatre matchs, dont trois en tant que titulaire et la France termine à la deuxième place.
Le 24 juin 2025, il est retenu dans un groupe de 37 joueurs avec l'équipe de France pour préparer la tournée d'été en Nouvelle-Zélande. Paul Mallez honore sa première sélection officielle lors de la première rencontre face aux All Blacks le 5 juillet. 

## Statistiques

### En club
| Saison                 | Club                   | Championnat | Championnat | Championnat | Compétitions EPCR                                    | Compétitions EPCR                                    | Compétitions EPCR                                    |
| Saison                 | Club                   | Compétition | M           | Ess.        | Compétition                                          | M                                                    | Ess.                                                 |
| ---------------------- | ---------------------- | ----------- | ----------- | ----------- | ---------------------------------------------------- | ---------------------------------------------------- | ---------------------------------------------------- |
| 2020-2021              | Stade toulousain       | Top 14      | 1           | -           | Coupe d'Europe                                       | -                                                    | -                                                    |
| 2021-2022              | Stade toulousain       | Top 14      | 7           | -           | Coupe d'Europe                                       | -                                                    | -                                                    |
| 2022-2023              | Stade toulousain       | Top 14      | 9           | -           | Champions Cup                                        | -                                                    | -                                                    |
| 2023-2024              | Stade toulousain       | Top 14      | 6           | -           | Champions Cup                                        | -                                                    | -                                                    |
| 2023-2024              | → Provence Rugby       | Pro D2      | 21          | 1           | Pas de qualification pour les compétitions de l'EPCR | Pas de qualification pour les compétitions de l'EPCR | Pas de qualification pour les compétitions de l'EPCR |
| 2024-2025              | → Provence Rugby       | Pro D2      | 24          | 2           | Pas de qualification pour les compétitions de l'EPCR | Pas de qualification pour les compétitions de l'EPCR | Pas de qualification pour les compétitions de l'EPCR |
| Total Stade toulousain | Total Stade toulousain | Top 14      | 23          | 0           | Compétitions de l'EPCR                               | 0                                                    | 0                                                    |
| Total Provence Rugby   | Total Provence Rugby   | Pro D2      | 45          | 3           | -                                                    | -                                                    | -                                                    |

### En équipe nationale

#### En équipe de France des moins de 20 ans
Paul Mallez dispute onze matchs avec l'équipe de France des moins de 20 ans en trois saisons, prenant part à deux éditions du tournoi des Six Nations en 2020 et 2021, et à une édition du Championnat du monde junior en 2019. Il n'inscrit aucun point.

#### En équipe de France senior
Au 19 juillet 2025, Paul Mallez compte 3 capes en équipe de France, dont 0 en tant que titulaire, depuis le 5 juillet 2025 contre la Nouvelle-Zélande. 
| Année | Compétition | Matchs | Points | Essais |
| ----- | ----------- | ------ | ------ | ------ |
| 2025  | Test matchs | 3      | 0      | 0      |
| Total | Total       | 3      | 0      | 0      |

## Palmarès

### En club
- ABCD XV
  - Vainqueur du Championnat de France Crabos à sept en 2018

- Stade toulousain
  - Vainqueur du Championnat de France espoirs en 2021
  - Vainqueur du Championnat de France en 2021, 2023 et 2024

### En équipe nationale
- France -18
  - Vainqueur du Festival des Six Nations en 2019

- France -20
  - Vainqueur du Championnat du monde junior en 2019